# Hayashi Izuo
Hayashi Izuo  (jap. 林 厳雄; * 1. Mai 1922 in der Präfektur Tokio; † 26. September 2005) war ein japanischer Physiker, der sich mit Halbleiterlasern befasste.
Hayashi studierte Physik an der Universität Tokio mit dem Master-Abschluss 1946. Danach war er dort ab 1955 Assistenzprofessor am Institut für Kernforschung der Universität Tokio und wurde 1962 promoviert. Als Post-Doktorand war er 1963 ein Jahr am Massachusetts Institute of Technology und danach 1964 bis 1971 an den Bell Laboratories, wo er sich mit Halbleiterlasern befasste. Das setzte er ab 1971 an den NEC Forschungslaboratorien fort. 1982 bis 1987 war er leitender Wissenschaftler der Optoelectronics Joint Research Laboratories und 1987 bis 1994 Direktor des Optoelectronics Technology Research Laboratory in Tsukuba. 1996 ging er in den Ruhestand.
Er gehörte mit Morton Panish 1970 an den Bell Laboratories zu dem Team, das unabhängig von einer russischen Gruppe am Joffe-Institut (Schores Iwanowitsch Alfjorow), die etwas früher ans Ziel gelangten, die ersten praktikablen Halbleiterlaser (kontinuierlicher Betrieb bei Zimmertemperatur) zum Laufen brachten.

## Preise
- 1946 Fujihara Preis
- 1975 Preis des Institute for Electronics and Communications Engineers in Japan
- 1984 J. J. Ebers Award der IEEE
- 1985 Asahi-Preis
- 1986 C&C Preis mit Panish
- 1988 IEEE David Sarnoff Award
- 1993 Marconi-Preis
- 2001 Kyoto-Preis mit Alfjorow, Panish.
- 2001 Applied Physics Society Prize in Japan

Er war Fellow des IEEE (1976). 1971 wurde er NEC Fellow.